# Маркушбријег
Маркушбријег је насељено место у саставу општине Лобор у Крапинско-загорској жупанији, Хрватска. До територијалне реорганизације у Хрватској налазио се у саставу старе општине Златар-Бистрица.

## Становништво
На попису становништва 2011. године, Маркушбријег је имао 488 становника.

## Попис1991.
На попису становништва 1991. године, насељено место Маркушбријег је имало 754 становника, следећег националног састава:
| Попис 1991.‍  | Попис 1991.‍  | Попис 1991.‍ | Попис 1991.‍ | Попис 1991.‍ |
| ------------ | ------------ | ----------- | ----------- | ----------- |
|              |              |             |             |             |
| Хрвати       | Хрвати       |             | 710         | 94,16%      |
| Срби         | Срби         |             | 17          | 2,25%       |
| Муслимани    | Муслимани    |             | 5           | 0,66%       |
| Словенци     | Словенци     |             | 4           | 0,53%       |
| Македонци    | Македонци    |             | 2           | 0,26%       |
| Мађари       | Мађари       |             | 1           | 0,13%       |
| неопредељени | неопредељени |             | 1           | 0,13%       |
| непознато    | непознато    |             | 14          | 1,85%       |
| укупно: 754  |              |             |             |             |